# Застава М93 Црна стрела
Застава М93 „Црна стрела” је снајперска антиматеријална пушка, намењена дејству против људства, заклоњених циљева, посада лаких оклопних возила и дејству на великим даљинама. Спада у категорију тешких снајпера, првенствено због велике ватрене моћи. Пушку је развило предузеће Заводи Црвена застава, данас Застава оружје 1993. из Крагујевца.
Рад на пројекту почео је 1991, да би пушка била први пут представљена 1998, непосредно пред сукобе са албанским терористима на Косову и Метохији.
Коришћена је током рата на Косову и Метохији 1998—1999, рата у Македонији 2001. као и током разбијања албанских банди на југу Србије 2001.

## Опис и карактеристике
Црна стрела успешно елиминише живе циљеве до 1900 метара, а када су у питању заклоњени циљеви, лако оклопљена возила, ваздухоплови и средства везе, ефикасна је до 800м.
Производи се у два калибра: за потребе домаћих формација у калибру 12,7х 108 милиметара, а за извоз у калибру 12,7х 99 милиметара (.50 Браунунг).
Цев је израђена хладним ковањем (од легуре која се користи за цеви топова), унутрашњост је хромирана, како би се обезбедила трајност и прецизност пушке. Нишан је оптички (оптика „Зрак”, М94 8х56), а постоје и преклапајући механички погодни за дејства до 400 метара.
Редукција трзаја ублажена је постављањем двокоморне гасне кочнице на уста цеви (редукује трзај и до 62%) и уграђивањем парних амортизера у кундак. Кундак и облоге израђени су од полимера и стаклених влакана.
Принцип рада је брзометни (репетитни), док је брављење Маузерово.
Црна стрела има интегрисани двоножац и преклапајућу ручку који омогућавају лакше ношење, односно намештање у положај за гађање.

## Критике
Иако ова пушка има доста присталица, многи који је користе упућују критике на рачун тежине, пуњења и пражњења (проблеми са оквиром и глављењем метка), као и оптике: оптика зрак првенствено је намењена за калибар 7,9 милиметара, па самим тим не одговара трзају који ствара калибар 12,7 милиметара. Ова околност се негативно одразила на прецизност пушке када су у питању дугометражна дејства.